# 流氓太保
《流氓太保》（英語：Class of Nuke 'Em High，或稱為）是一部1986年美國科幻恐怖喜劇片，由李察·W·海恩斯、麥可·赫茲和當時掛名為「山繆·威爾」的勞埃德·考夫曼共同執導，特羅馬娛樂製作和發行。主演包括雅內勒·布雷迪（Janelle Brady）、吉爾·布朗頓（Gil Brenton）、羅伯·普列哈特（Robert Prichard）及帕特·萊恩。
劇情描述當核廢料入侵校園時，所有的高中生皆不以為然，但一隻可怕的怪物誕生在學校地下室中，使得整個學校遭受到怪物和一群龐克飆車族的侵擾。
《流氓太保》於1986年12月12日在美國上映。該片獲得了粉絲的歡迎，和《毒魔復仇》（1984年）一樣成為特羅馬的代表作，並之後推出了多部續集。

## 劇情
紐澤西州虛構的特羅馬市高中（Tromaville High School）位於核電廠附近。核電廠所有者派利先生不希望安全委員會關閉廠房，掩蓋了廠內的事故。事故導致放射性水流了出去，最終使受污染的水透過飲水器殺死了學校的一名學生。對校園造成麻煩的惡煞「克雷丁幫」（The Cretins）私下從核電廠的院子採摘大麻葉子，然後以10美元的價格賣給學生艾迪。
當晚，在「室內比基尼沙灘派對」上，艾迪強迫要他的朋友華倫及華倫的女友克莉西吸食這根大麻菸，兩人各吸一會後，大麻菸被華倫丟棄而遭舞者踩壞。這種突變的藥物使人具有強大的壯陽作用，導致克莉西飢渴難耐地與華倫做愛。然而，在同一天晚上，他們倆都做了令人不安的噩夢——各自身體發生了令人毛骨悚然的變異。一段時間後，克莉西發現自己懷孕並把一隻毛蟲型的小怪物吐到附近的廁所裡。小怪物穿過水管並掉落在裝滿放射性廢物的桶中，然後變異為更大的怪物。核電廠下令封鎖學校，然後開始調查先前那名死亡的學生。一名核工人開始調查地下室。儘管他的設備顯示出異常跡象，但除了難聞的氣味外，他找不到任何證據。但之後他遭桶子內的怪物吞噬，使工人成為怪物的第一個祭品。
同時，華倫對克雷丁幫的不斷騷擾感到厭倦，最終因輻射而變異並殺死了對方的兩名成員。此狀態的他擁有強大的怪力，一旦他恢復了意識就對該事件沒有任何記憶。被學校開除的克雷丁幫襲擊了校長，並迫使他使用學校的輻射報警器疏散校內的師生，接著克雷丁幫騎重機佔領了空無一人的學校；過程中，他們還殺死了撞見他們在威脅校長的秘書。幫派的頭目史派克抓住克莉西並將她作為人質而扣留在地下室，計劃在華倫面前殺死她，直到被現已成長茁壯的怪物打斷。
華倫進入學校救了她，並發現了那隻成年的怪物，後者殺死了每個克雷丁幫的人。華倫最終利用在物理實驗室中用雷射攻擊怪物，使牠的身體發生劇烈化學反應，最終將學校整間建築物炸毀；華倫帶著克莉西及時逃出，而派利先生則連同怪物一起被炸死。擴音器表示學校將因改建而關閉，學生們歡呼，華倫和克莉西相吻。在進行重建時，怪物的「幼蟲」形體在被毀學校的遺骸中蠕動，代表怪物仍未死去。

## 演員
- 雅內勒·布雷迪（Janelle Brady）飾演克莉西（Chrissy）
- 吉爾·布朗頓（Gil Brenton）飾演華倫（Warren）
- 羅伯·普列哈特（Robert Prichard）飾演史派克（Spike）
- 詹姆斯·紐根特·維儂（James Nugent Vernon）飾演艾迪（Eddie）
- 帕特·萊恩（英语：R. L. Ryan）飾演派利先生（Mr. Paley）

## 製作
《流氓太保》的構想始於特羅馬娛樂的員工兼攝影指導李察·W·海恩斯，後來找上了公司創辦人勞埃德·考夫曼的協助來製作。

## 反響
《流氓太保》整體獲得了負評居多的反響。爛番茄網站根據5篇評論而持有20%的新鮮度，平均得分4.20／10。該片上映後獲得了部分粉絲邪典追捧的地位，成為特羅馬的代表作之一。

## 備註
1. ↑  掛名為「山繆·威爾」。

## 外部連結
- 互联网电影数据库（IMDb）上《流氓太保》的资料（英文）
- 爛番茄上《流氓太保》的資料（英文）